# 萨辛广场

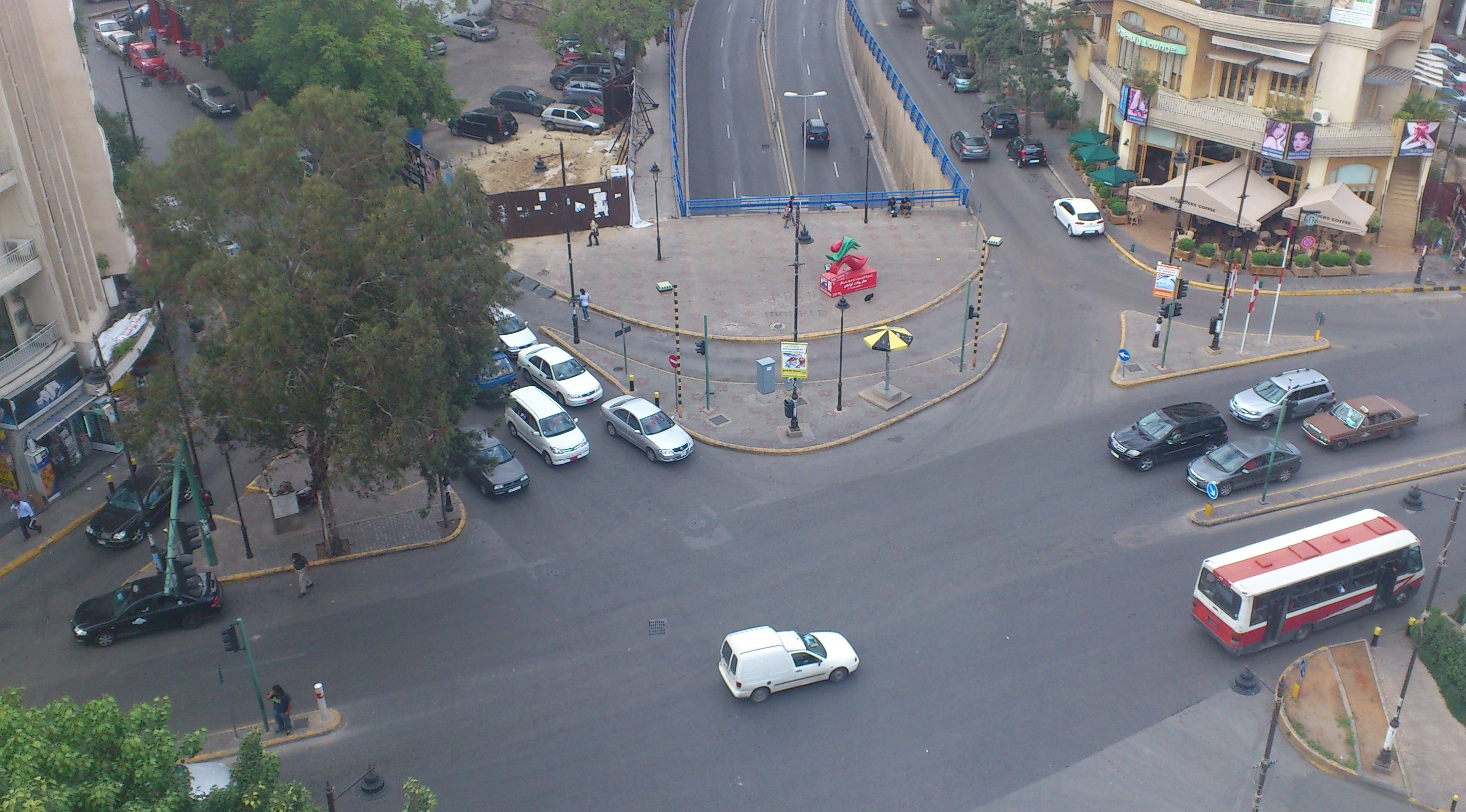
萨辛广场

萨辛广场（阿拉伯语：‎ ）是黎巴嫩贝鲁特东部的一个城市广场，位于Achrafieh区，是贝鲁特最大的和最古老的广场之一。 
萨辛广场在历史上就非正式地以贝鲁特最古老，最突出的家族之一萨辛家族命名。1990年代初，总统埃利亚斯·赫拉维、总理拉菲克·哈里里、国会议员米歇尔·萨辛以及贝鲁特市议会主持正式命名仪式.
萨辛广场被誉为是黎巴嫩首都的一个重要的社会和商业的焦点。除了作为一个住宅区，大型交通枢纽，还是著名的商业及休闲中心，包括ABC Mall，吸引了大量的参观者和游客。
萨辛广场像希腊城镇的古老集市，正在成为聚会的地方，来自不同文化背景的黎巴嫩人在此交流沟通。
2012年10月19日，一枚汽车炸弹在萨辛广场爆炸，炸死8人（包括维萨姆·哈桑），78人受伤。